# 谷口義明
谷口 義明（たにぐち よしあき、1954年12月23日 - ）は、日本の天文学者。専門は、銀河天文学。愛媛大学名誉教授。放送大学特任教授。学位は、理学博士。

## 経歴
北海道旭川市出身。北海道旭川東高等学校を卒業するまで故郷の旭川市で過ごした。中学時代に雑誌「天文ガイド」を見るまでは昆虫少年だった。
東北大学理学部天文・地球物理学科卒業、同大大学院理学研究科天文学専攻博士課程修了。
1987年東京大学東京天文台助手、翌年東大理学部天文学教育研究センター助手となる。1991年東北大学理学部天文学教室の助教授となる。2006年4月1日に愛媛大学大学院理工学研究科数理物質科学専攻教授に就任。2007年11月愛媛大宇宙進化研究センター宇宙大規模構造進化研究部門教授兼同センター長に就任。2016年4月放送大学教授。

## 業績
東大木曽観測所時代の1988年1月20日 (UTC) に、おとめ座の銀河NGC 4772に出現したII型超新星SN 1988Eを発見した。1997年には、宇宙の彼方にある誕生間もない銀河を発見している。1999年には電波銀河のジェット流噴出部付近で起こっている粒子加速を捉えた。日本科学未来館ドームシアターガイア立体視プラネタリウム作品「バースデイ〜宇宙とわたしをつなぐもの〜」の監修を務めた。いっぽう、天文学のアウトリーチと旺盛な執筆活動を続けており、関連の解説や講演の一例は動画で視聴が可能。

## 著書

### 単著
- 『宇宙のはてで銀河にあいたい』（丸善 1992年）
- 『不思議な銀河の物語 - 銀河は例外を作らない』（裳華房 2000年）
- 『生れたての銀河を探して - ある天文学者の挑戦』（裳華房 2001年）
- 『銀河の育ち方』（地人書館 2002年）
- 『クェーサーの謎 - 宇宙でもっともミステリアスな天体』（講談社 2004年）
- 『暗黒宇宙の謎―宇宙をあやつる』（講談社 2005年）
- 『宇宙を読む カラー版』（中央公論新社 2006年）
- 『暗黒宇宙で銀河が生まれる』(SBクリエイティブ 2007年)
- 『モンスター銀河狩り』（エヌティティ出版 2008年）
- 『宇宙進化の謎 - 暗黒物質の正体に迫る』 (講談社 2011年)
- 『宇宙の一番星を探して　宇宙最初の星はいつどのように誕生したのか』（丸善出版 2011年）
- 『天文学者の日々』（創風社出版 2012年）
- 『宇宙のはじまりの星はどこにあるのか』（メディアファクトリー 2013年）
- 『マンガでわかる宇宙「超」入門』（SBクリエイティブ 2014年）
- 『谷口少年、天文学者になる: 銀河の揺り籠 ダークマター説を立証」（海鳴社 2015年）
- 『続 天文学者の日々』（創風社出版 2016年）
- 『銀河宇宙観測の最前線: 「ハッブル」と「すばる」の壮大なコラボ』（海鳴社 2017年）
- 『天の川が消える日』 (日本評論社 2018年)
- 『宇宙の誕生と進化』 (放送大学教育振興会 2019年)
- 『アンドロメダ銀河のうずまき: 銀河の形にみる宇宙の進化』（丸善出版 2019年）
- 『宇宙はなぜブラックホールを造ったのか』 (光文社 2019年）
- 『天文学者が解説する 宮沢賢治『銀河鉄道の夜』と宇宙の旅』 (光文社 2020年)
- 『ついに見えたブラックホール: 地球サイズの望遠鏡がつかんだ謎』（丸善出版 2020年）
- 『小さなことにあくせくしなくなる天文学講座 生き方が変わる壮大な宇宙の話』 (PHP研究所 2021年)
- 『宇宙を動かしているものは何か』 (光文社 2022年)
- 『宇宙・０・無限大』 (光文社 2023年）
- 『暗い夜空のパラドックスから宇宙を見る』 （岩波書店 2023年）
- 『ゴッホは星空に何を見たか』 (光文社 2024年）

### 共著
- 『新しい宇宙の探究』（岩波書店 岩波新書 1990年）
- 『天文学への招待』（岡村定矩編 朝倉書店 2001年）
- 『銀河もウルトラをめざす - 赤外線銀河の謎に挑む』（塩谷泰広との共著 裳華房 2002年）
- 『天文の事典』（磯部琇三・佐藤勝彦・岡村定矩・辻隆・吉澤正則・渡邊鉄哉編 朝倉書店 2003年）
- 『巨大ブラックホールと宇宙」（谷口 義明・和田 桂一 丸善出版 2012年）
- 『新・天文学事典』（監修  講談社 2013年）
- 『太陽と太陽系の科学』（編著　放送大学教育振興会 2018）
- 『宇宙の誕生と進化』(編著　放送大学教育振興会 2019）